# Arcidiocesi di Lubumbashi
L'arcidiocesi di Lubumbashi (in latino Archidioecesis Lubumbashiensis) è una sede metropolitana della Chiesa cattolica nella Repubblica Democratica del Congo. Nel 2023 contava 2.064.000 battezzati su 3.796.000 abitanti. È retta dall'arcivescovo Fulgence Muteba Mugalu.

## Territorio
L'arcidiocesi si estende nella parte sud-orientale della Repubblica Democratica del Congo. Comprende le città di Likasi e di Lubumbashi, l'intero territorio di Kambove e parte di quelli di Kipushi e di Mitwaba nella provincia dell'Alto Katanga, e l'estrema parte orientale della provincia di Lualaba ad est del fiume Lualaba.
Sede vescovile è la città di Lubumbashi, dove si trovano la cattedrale dei Santi Pietro e Paolo e la basilica minore di Santa Maria.
Il territorio si estende su una superficie 61.828 km² ed è suddiviso in 84 parrocchie.

## Storia
La prefettura apostolica del Katanga fu eretta il 5 agosto 1910 con il decreto Ut uberes della Congregazione di Propaganda Fide, ricavandone il territorio dal vicariato apostolico del Congo belga (oggi arcidiocesi di Kinshasa).
Il 18 luglio 1922 e il 12 maggio 1925 cedette porzioni del suo territorio a vantaggio dell'erezione rispettivamente della prefettura apostolica di Lulua e Katanga centrale (oggi diocesi di Kamina) e della prefettura apostolica di Luapula superiore (oggi diocesi di Sakania-Kipushi).
Il 22 marzo 1932 la prefettura apostolica fu elevata a vicariato apostolico con il breve Magna cum delectatione di papa Pio XI.
Il 10 novembre 1959 per effetto della bolla Cum parvulum di papa Giovanni XXIII il vicariato apostolico fu ancora elevato al rango di arcidiocesi metropolitana e assunse il nome di arcidiocesi di Elisabethville.
Ha assunto il nome attuale il 30 maggio 1966.
Il 13 novembre 1976 e il 21 gennaio 1977 cedette porzioni di territorio rispettivamente alla diocesi di Sakania e alla diocesi di Kilwa (oggi diocesi di Kilwa-Kasenga).

## Cronotassi dei vescovi
Si omettono i periodi di sede vacante non superiori ai 2 anni o non storicamente accertati.
- Jean-Félix de Hemptinne, O.S.B. † (6 agosto 1910 - 6 febbraio 1958 deceduto)
- José Floriberto Cornelis, O.S.B. † (27 novembre 1958 - 13 aprile 1967 dimesso[3])
- Eugène Kabanga Songasonga † (13 aprile 1967 - 25 marzo 1998 dimesso)
- Floribert Songasonga Mwitwa † (22 maggio 1998 - 1º dicembre 2010 dimesso)
- Jean-Pierre Tafunga, S.D.B. † (1º dicembre 2010 succeduto - 31 marzo 2021 deceduto)
- Fulgence Muteba Mugalu, dal 22 maggio 2021

## Statistiche
L'arcidiocesi nel 2023 su una popolazione di 3.796.000 persone contava 2.064.000 battezzati, corrispondenti al 54,4% del totale.
| anno | popolazione | popolazione | popolazione | presbiteri | presbiteri | presbiteri | presbiteri                | diaconi | religiosi | religiosi | parrocchie |
| anno | battezzati  | totale      | %           | numero     | secolari   | regolari   | battezzati per presbitero | diaconi | uomini    | donne     | parrocchie |
| ---- | ----------- | ----------- | ----------- | ---------- | ---------- | ---------- | ------------------------- | ------- | --------- | --------- | ---------- |
| 1950 | 72.502      | 210.000     | 34,5        | 67         |            | 67         | 1.082                     |         | 97        | 124       | 3          |
| 1968 | 237.655     | 550.324     | 43,2        | 149        | 53         | 96         | 1.595                     |         | 165       | 270       | 37         |
| 1980 | 518.000     | 906.000     | 57,2        | 121        | 31         | 90         | 4.280                     |         | 123       | 271       | 50         |
| 1987 | 686.200     | 1.440.612   | 47,6        | 146        | 53         | 93         | 4.700                     | 1       | 137       | 305       | 58         |
| 1999 | 442.153     | 849.005     | 52,1        | 130        | 62         | 68         | 3.401                     |         | 226       | 367       | 55         |
| 2000 | 957.655     | 1.075.358   | 89,1        | 169        | 66         | 103        | 5.666                     |         | 283       | 356       | 61         |
| 2001 | 960.455     | 1.078.623   | 89,0        | 155        | 70         | 85         | 6.196                     |         | 263       | 404       | 75         |
| 2002 | 966.491     | 1.964.266   | 49,2        | 165        | 74         | 91         | 5.857                     |         | 280       | 315       | 75         |
| 2003 | 974.962     | 2.244.576   | 43,4        | 176        | 77         | 99         | 5.539                     |         | 280       | 332       | 75         |
| 2004 | 884.700     | 1.973.785   | 44,8        | 186        | 82         | 104        | 4.756                     |         | 309       | 371       | 75         |
| 2013 | 1.524.000   | 2.771.000   | 55,0        | 230        | 92         | 138        | 6.626                     |         | 328       | 516       | 72         |
| 2016 | 1.648.912   | 2.997.648   | 55,0        | 312        | 158        | 154        | 5.284                     |         | 311       | 462       | 75         |
| 2019 | 1.809.000   | 3.290.000   | 55,0        | 363        | 167        | 196        | 4.983                     |         | 356       | 465       | 75         |
| 2021 | 1.930.360   | 3.510.720   | 55,0        | 367        | 171        | 196        | 5.259                     |         | 356       | 465       | 75         |
| 2023 | 2.064.000   | 3.796.000   | 54,4        | 409        | 178        | 231        | 5.046                     |         | 474       | 560       | 84         |